# Wypychy (Mazovie)
Pour les articles homonymes, voir Wypychy.
Wypychy  (prononciation : [vɨˈpɨxɨ]) est un village polonais situé dans la gmina de Korytnica dans le powiat de Węgrów et en voïvodie de Mazovie dans le centre-est de la Pologne.
Ce village se trouve à environ 12 kilomètres au sud-ouest de Węgrów (chef-lieu du powiat) et à 61 kilomètres à l'est de Varsovie (capitale de la Pologne).

## Histoire
De 1975 à 1998, le village appartenait administrativement à la voïvodie de Siedlce.